# Drew Spence
Drew Spence (London, 1992. október 23. –) angol születésű jamaicai női labdarúgó. A Tottenham Hotspur középpályása.

## Pályafutása
Karrierje kezdetén az Arsenal akadémiáján edződött, majd a Fulham gárdájánál figyelt fel rá a Chelsea csapata. 

### Klubcsapatokban

#### Chelsea
2008-ban szerződtették a komoly csapatépítésbe kezdő Kékek és Spence szinte állandó kezdőjátékosként hamar a klub egyik alapemberévé vált.
A 2012-es FA kupa döntőjében a tizenegyes párbajban büntetőt hibázott, de 2015-ben fontos szerepet vállalt a bajnoki cím és FA kupa győzelem létrejöttében.
Klubjának sikersorozatának aktív részeseként a bajnoki és kupagyőzelmek mellé egy Bajnokok Ligája ezüstérmet is szerzett.

#### Tottenham Hotspur
2022. június 20-án 14 év után hagyta el a kék-fehéreket és kétéves szerződést kötött a városi rivális Tottenham Hotspur együttesével.

### A válogatottban
A 2015-ös Jungcsuan Nemzetközi Tornára kapott első alkalommal behívót az angol válogatottba, ahol második helyen végeztek.
Jamaica színeiben 2021. október 24-én mutatkozhatott be. Első találatát Haiti ellen érte el egy 2023-as vb-selejtező mérkőzésen.

## Sikerei

### Klubcsapatokban
Angol bajnok (5):
- Chelsea (5): 2015, 2017–18, 2019–20, 2020–21, 2021–22

 Angol kupagyőztes (4):
- Chelsea (4): 2014–15, 2017–18, 2020–21, 2021–22

 Angol ligakupa-győztes (2):
- Chelsea (1): 2019–20, 2020–21

 Angol szuperkupa-győztes (1):
- Chelsea (1): 2020

Bajnokok Ligája ezüstérmes (1):
- Chelsea: 2020–21

### A válogatottban
Jamaica
- Aranykupa bronzérmes (1): 2022[2]

 Anglia
- Jungcsuan Nemzetközi Torna ezüstérmes (1): 2015

## Statisztikái

### A válogatottban
2022. július 12-vel bezárólag
| Jamaica színeiben szerzett góljai | Jamaica színeiben szerzett góljai | Jamaica színeiben szerzett góljai | Jamaica színeiben szerzett góljai | Jamaica színeiben szerzett góljai | Jamaica színeiben szerzett góljai | Jamaica színeiben szerzett góljai | Jamaica színeiben szerzett góljai |
| --------------------------------- | --------------------------------- | --------------------------------- | --------------------------------- | --------------------------------- | --------------------------------- | --------------------------------- | --------------------------------- |
|                                   |                                   |                                   |                                   |                                   |                                   |                                   |                                   |
| Gól                               | Dátum                             | Helyszín                          | Ellenfél                          | Találat                           | Eredmény                          | Esemény                           | Forrás                            |
| 1                                 | 2022. július 12.                  | Estadio BBVA, Guadalupe, Mexikó   | Haiti                             | 4–0                               | 4–0                               | 2023-as vb-selejtező              | [ 3 ]                             |